# Rubus panamanus
Rubus panamanus är en rosväxtart som beskrevs av Liberty Hyde Bailey. Rubus panamanus ingår i släktet rubusar, och familjen rosväxter. Inga underarter finns listade i Catalogue of Life.